# Fondante de Charneux
La Fondante de Charneux est une variété ancienne de poire, très appréciée en Belgique mais aussi dans d'autres pays. 

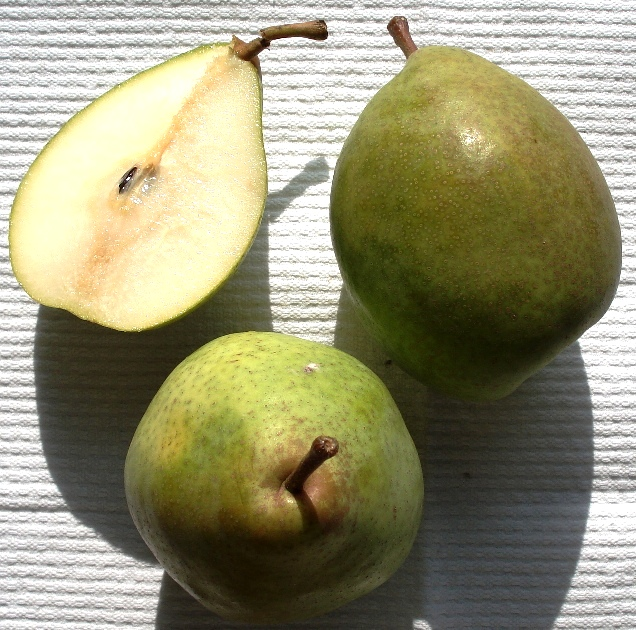
Sous plusieurs aspects.

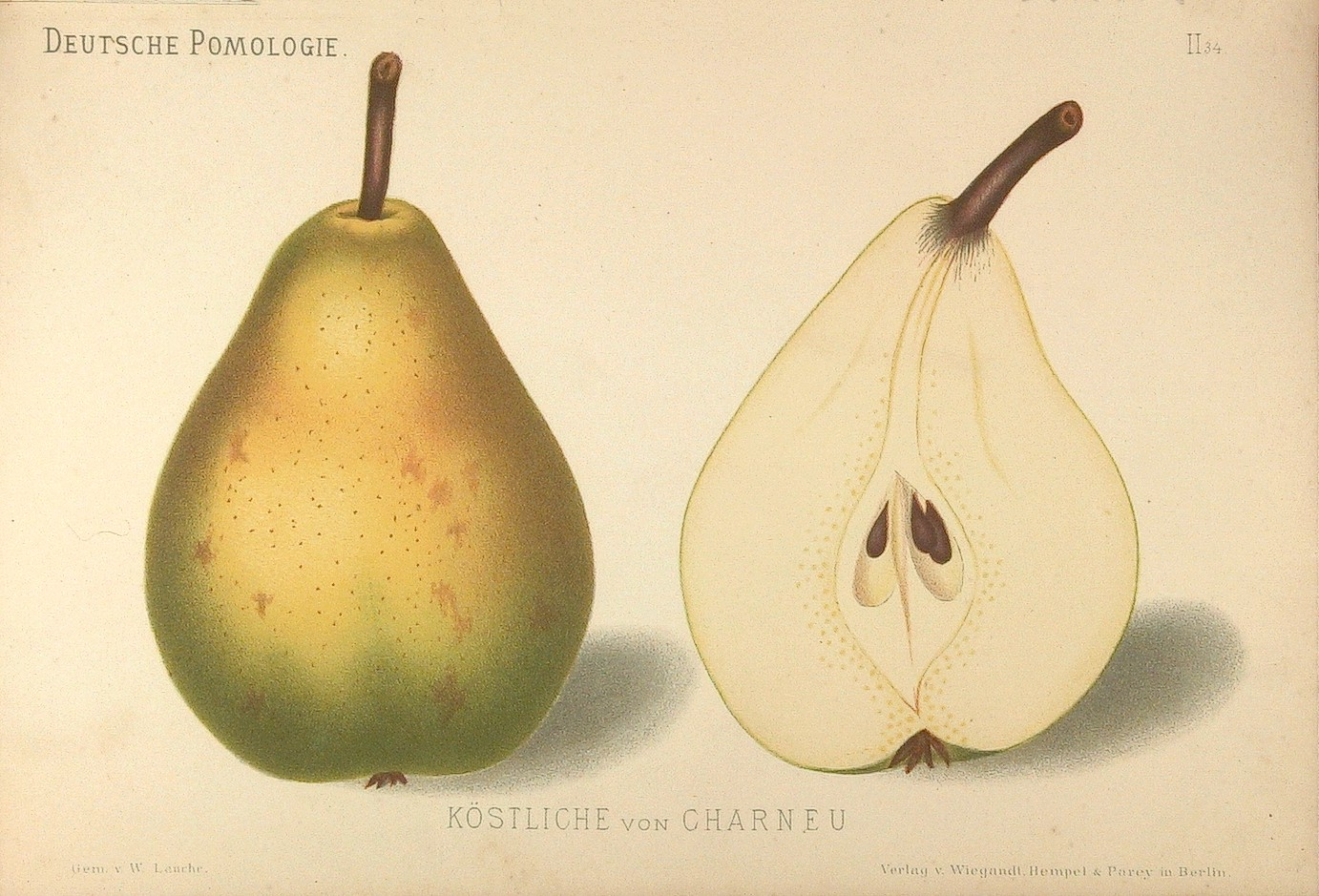
Aquarelles.

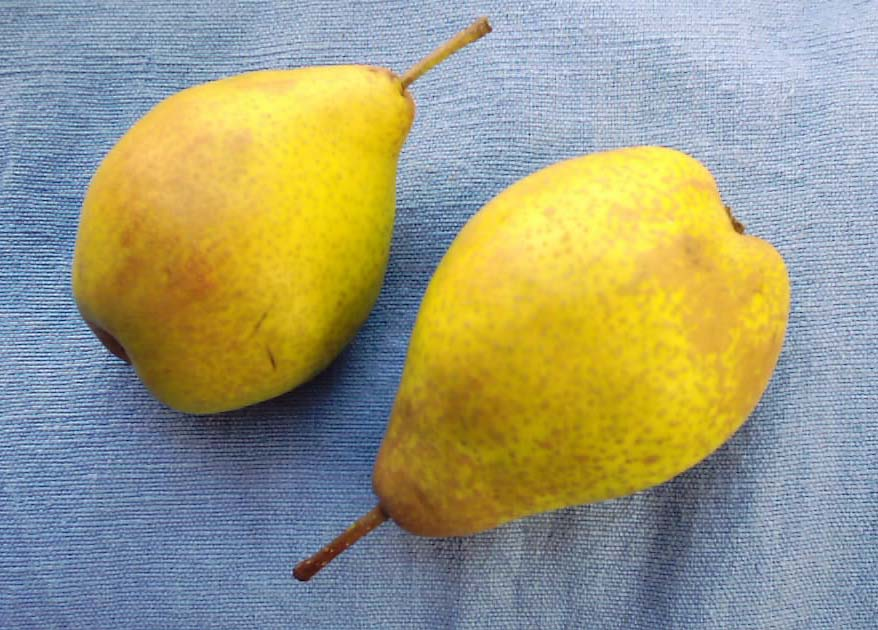
Bien mûres.

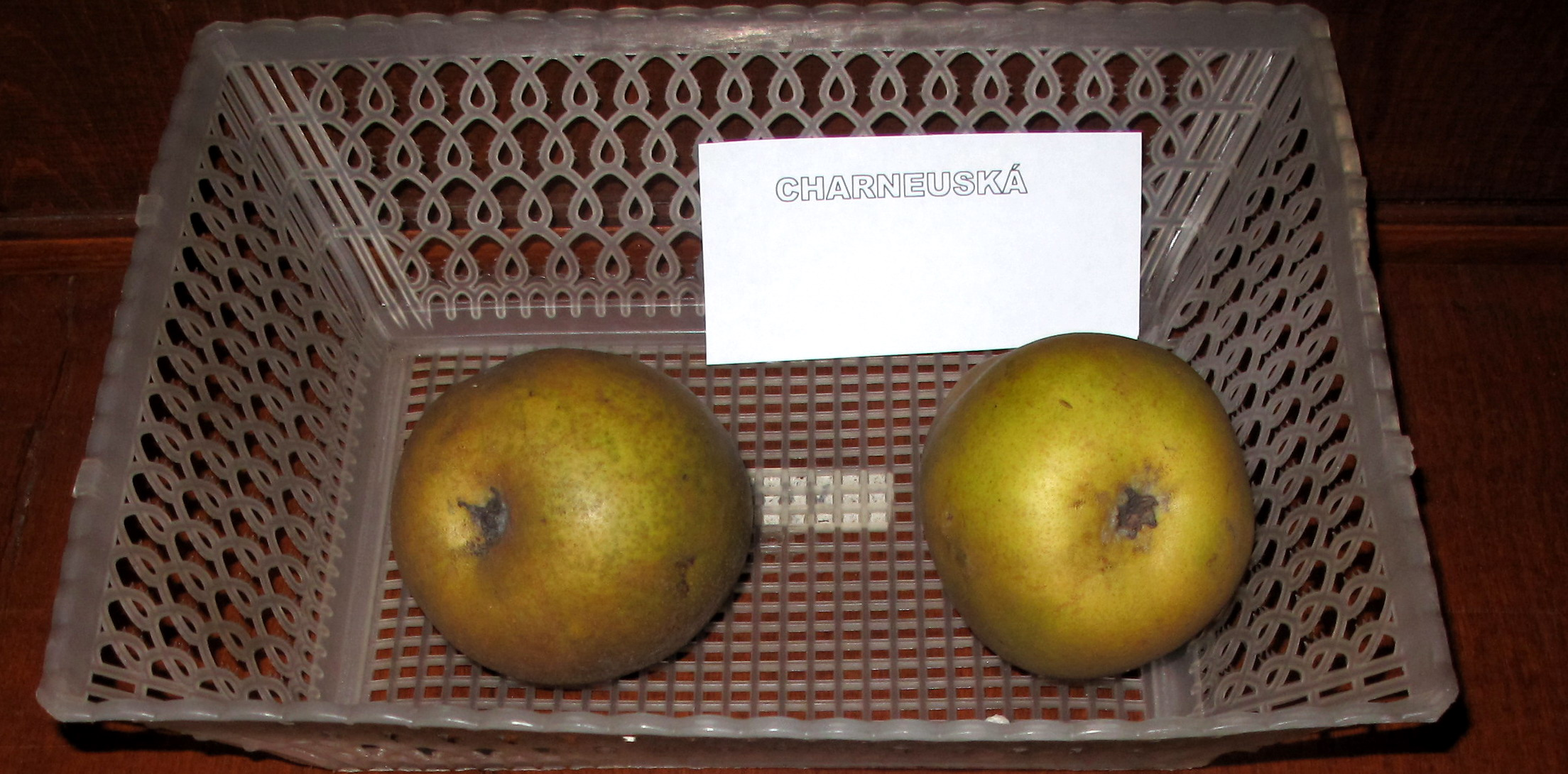
En exposition.

## Origine
Elle a été trouvée vers 1800, par Martin-Joseph Légipont à Charneux, province de Liège, près de la frontière prussienne.

## Synonymie
Le nom de la variété fait souvent référence au nom de l'obtenteur ou au lieu de la découverte :
- Légipont ;
- Waterloo ;
- Miel de Waterloo ;
- Fondante des Carmes ;
- Merveille de Charneu ;
- Légipont ;
- Fondante Charneuse ;
- Des Charneuses ;
- Délice des Charneuses ;
- Désirée ;
- Des Charneux ;
- Fondante de Charneu[1]...

## Description

### Arbre
Le bois est fort avec des rameaux nombreux, généralement érigés, gros et très longs, fortement géniculés, cotonneux, brus olivâtres, aux lenticelles larges et abondantes, avec des coussinets des plus ressortis. Les yeux sont moyens, ovoïdes, aigus, non appliqués contre l'écorce.
L'arbre réussit aussi bien sur franc que sur cognassier. Quoique vigoureux, il se développe tardivement.

### Fruit
Chair blanche, fine, fondante et sucrée, acidulée. Récolte fin septembre, consommation jusque début novembre.
Le fruit est volumineux et parfois énorme, de forme allongée, irrégulière et parfois bosselée.